# Yurim-myeon
Yurim-myeon (koreanska: 유림면) är en socken i den södra delen av Sydkorea, 240 km söder om huvudstaden Seoul.
Den ligger i kommunen Hamyang-gun i provinsen Södra Gyeongsang.